# ヒメタヌキモ
ヒメタヌキモ(lesser bladderwort)は、小さく多年生の食虫植物でタヌキモ属である。何かに張り付いて生きているが、水中で体を支えることもできる。北アメリカ、アジア（日本では主に本州中部以北、北海道）、ヨーロッパ等の周北地域で見られる。